# ناوچه سبک ویس‌بی

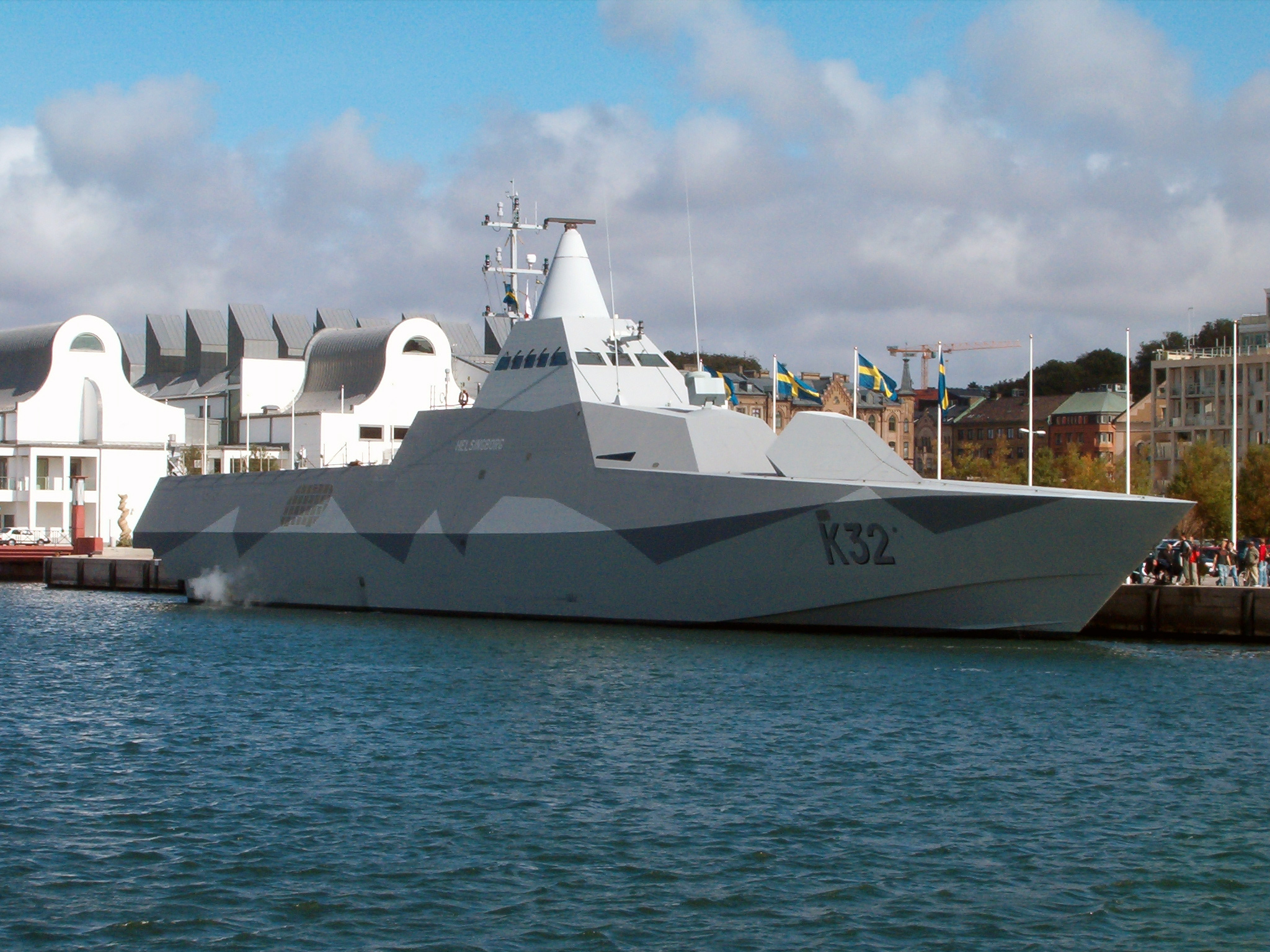
ناوچه سبک فوق مدرن ویزبی نیروی دریایی سوئد که برخی معتقدند پیشرفته ترین ناوچه سبک در جهان است که به طور کامل از فناوری رادارگریز استفاده می‌کند

ناوچه سبک ویس‌بی (به انگلیسی: Visby Class Corvettes) از سری ناوها جنگی با فناوری استیلت یا ضد رادار که برای نیروی دریایی سوئد توسط شرکت سوئدی Kockums با کمک شرکت آلمانی ThyssenKrupp Marine Systems of Germany ساخته شده‌است.
پایه ریزی این طرح در سال ۱۹۹۶ در Kockums صورت گرفت و Visby K31 برای اولین بار در سال ۲۰۰۰ به FMV یا سرپرستی تسلیحات دفاعی سوئد تحویل گردید. و در سال ۲۰۰۲ با انواع تسلیحات مورد نیاز جنگی مسلح گردید و دومین مدل با نام Helsingborg K32 در سال ۲۰۰۳ ساخته و در ۲۰۰۶ تحویل گردید همچنین مدل دیگری با عنوان Harnosand K33 در سال ۲۰۰۴ تحویل داده شده بود.
که در سال ۲۰۰۶ همه آن‌ها عملیاتی شدند.
همچنین طی سال‌های بعد ناوهای دیگری به نام‌های Nykoping K34 و Karlstad K35 تا سال ۲۰۰۶ تحویل شدند و آزمایش‌های خود را تا سال ۲۰۰۸ به پایان رساندند که در نتیجه آن نیروی دریایی سوئد ساخت ۶ کشتی طراحی شده دیگر را با عنوان Uddevalla K36 متوقف کرد.
اولین گروه ۴ رزمناو تحویل شده Visby به نیروی دریایی سوئد برای عملیات مین روبی یا Mine Countermeasures MCM و عملیات ضد زیر دریاییAnti-Submarine Warfare ASW طراحی شده بودند و گروه‌های بعدی برای جنگ‌های سطحی و حملات دریایی طرح ریزی شدند. همچنین بالگردهای مانند AgustaWestland A109M برای استفاده بروی عرشه این کشتی‌ها توسط نیروی دریایی سوئد انتخاب شدند.

## طراحی

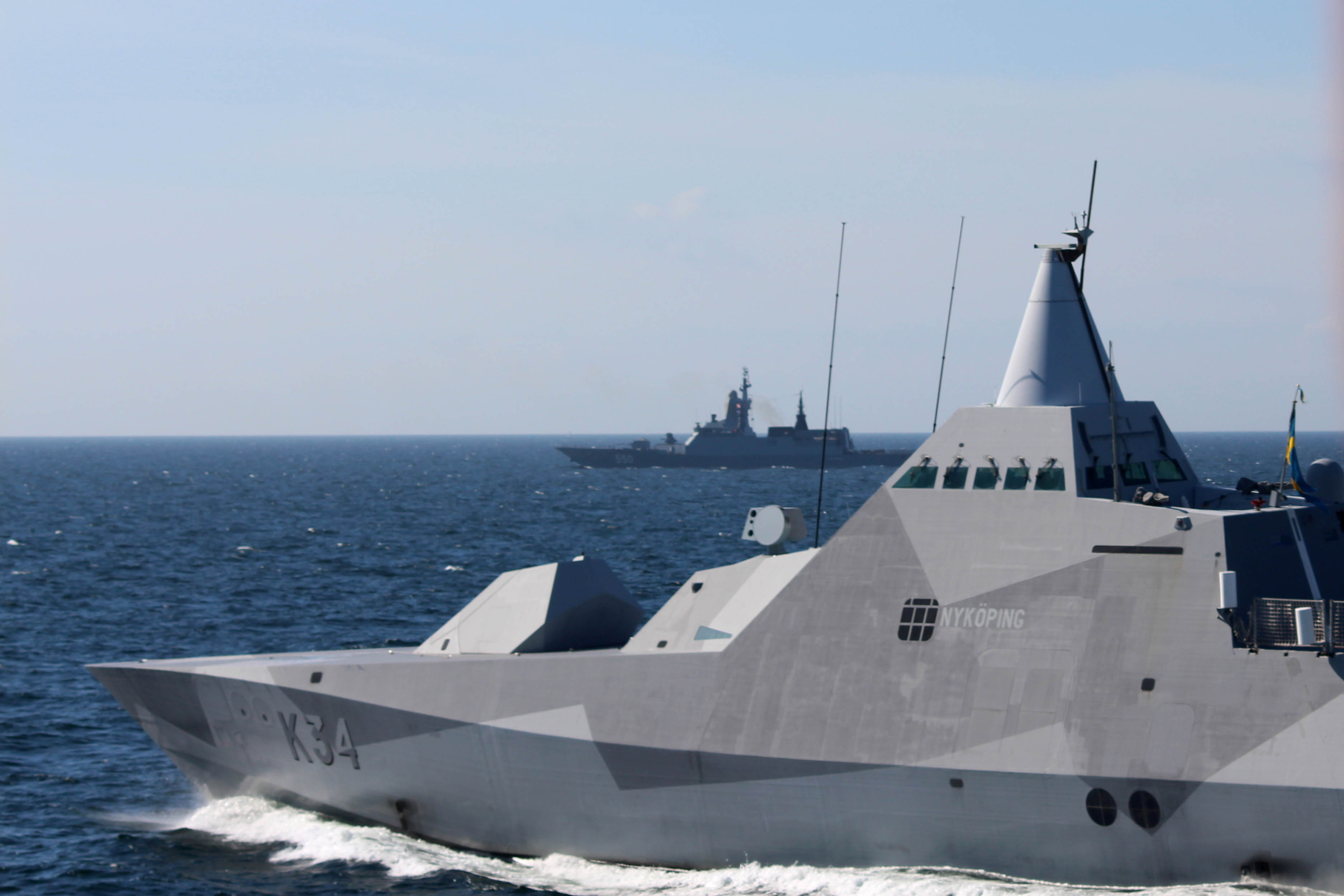
ناوچه سبک ویس‌بی

طراحی Visby به سمت کاهش دیده شدن با چشم. اثرات مادون قرمز. آثار صوتی یا آکوستیک و هیدرو آکوستیک همچنین قابلیت‌های مختلف دیگری مثل اثرات الکتریکی و مغناطیسی زیر سطحی. اثرات فشاری. سطح مقطع راداری و علائم راداری فعال جهت‌گیری کرده‌است.
مدل ساخته شده از رزمناو محافظ Visby در سال ۲۰۰۰ امکان کشف شدن توسط رادار را در دریای متلاطم به ۱۳ کیلومتر و در دریایی با هوای آرام و ثابت به ۲۲ کیلومتر بدون جیمینگ کاهش داده که با استفاده از جیمینگ توان کشف این ناو توسط رادار تا زیر ۸ کیلومتر در دریایی نا آرام و ۱۱ کیلومتر در دریایی آرام است.:lol::lol:
مواد مورد استفاده در بدنه از ساختار ساندویچی تهیه شده از PVC به عنوان هسته با فیبر کربن و vinyl laminate که بسیار سخت ضربه پذیر کم وزن است با توجه به ماهیت آن بسیار آثار رادار و مغناطیسی کمی بازتاب می‌کند.

## فرماندهی و کنترل
این سری کشتی‌ها به CETRIS C3 یا سیستم فرماندهی. کنترل و ارتباطات مرکب از تکنولوژی کنترل و مدیریت نبرد شرکت ساب با نام Saab Systems 9LV mk3E بهره می‌برد که کار تصمیم‌گیری و عملکرد را با کمک پشتیبانی مرکزی توسط سیستم ارتباطی مخابراتی فراهم می‌آورد. این سیستم نرم‌افزاری بر اساس نوع خاصی از ویندوز NT با معماری باز است.... میشه ارتباط رو هک کرد.....:mrgreen:همچنین رادار شرکت ساب با عنوان SaabTech CEROS 200 به همراه سیستم دید کنترل آتش برای کشتی‌های Visby خریداری و به‌طور کامل هماهنگ و نصب شده‌اند.

## موشک‌ها
Visby هنوز به سیستم موشکهای ضد هوایی مجهز نشده‌اند اما این امکان برای آینده در نظر گرفته شده‌است مپکه در صورت لزوم نصب خواهد شد که دولت سوئد برای این منظور سیستم موشکی سطح به هوای Umkhonto ساخت افریقای جنوبی با برد ۱۲ کیلومتر و سقف ارتفاع ۱۰ کیلومتر که با مادون قرمز کار رهیابی را انجام می‌دهد در نظر گرفته‌اند. این سیستم امکان کشف و هدفگیری ۸ هدف را دارد.
این رزمناو همچنین به هشت موشک ضد کشتی Saab Bofors Dynamics RBS 15 mk2 مجهز شده‌است و نوع Mk3 این موشک که از رادار اکتیو Ku باند برای هدفیابی استفاده می‌کند بردی بیش از ۲۰۰ کیلومتر خواهد و سرعتی معادل ۰٫۹ ماخ با سر جنگی ۲۰۰ کیلوگرمی. و از دریچه‌های مخصوصی که نصب شده در میان کشتی که به ضد رادار بودن کشتی کمک می‌کند شلیک می‌شوند. گازهای خروجی از موشک توسط کانال‌های تفکیک و از بین می‌روند.

## تسلیحات ضد زیردریایی
Visby به راکت‌های ۱۲۷ میلیمتری ASW 127mm که به صورت نارنجکی شلیک می‌شوند مجهز شدند. اژدرهایی که می‌توانند به اعماق آب بروند با ۴۰۰ میلی‌متر قطر از ۳ لوله فیکس شده زیر آب شلیک می‌شوند که به سیستم‌های Tp 45 Saab جهت رهگیری زیردریایی‌ها مجهزند و بشورت هدایت شوند زیردریایی‌ها را دنبال و مورد هدف قرار می‌دهند.

## توپ
Visby همچنین با توپ‌های متداول Bofors 57mm 70 SAK Mark III که به صورت خودکار لود می‌شوند و نواخت تیر ۱۲۰ تا ۲۲۰ گلوله با نهایت برد مفید ۱۷۰۰۰ متر دارند تجهیز شده‌است.

## مین روبی
رزمناو Visby سیستم Saab Bofors Underwater system ROVs یا سیستم کنترل شونده زیر آبی متحرک که توان شکار مین را دارد به همراه Atlas Elektronik Seafox ROV برای گرفتن مین‌های شکار شده توسط ROV بهره می‌برد.
رزمناوهای Visby در حال مجهز شدن به سیستم چند سوناری قابل انداخته شدن به آب که توسط جنرال دینامیک کانادا ساخته شده‌اند مجهز است. که این سیستم از فناوری بالای سونارهای پسیو آرایه‌ای که زیر آب کشیده می‌شوند بهره برده و همچنین از سونار فعال C-Tech CVDS-26 دو فرکانسی با قابلیت تغییر عمق کاوش استفاده می‌کند.

## سنسورها
Saab میکروویو سیستم یا همون اریکسون سابق رادار سه بعدی زرافه دریا یاSea Giraffe AMB 3D با قابلیت‌های مختلف بهنوان استفاده دریایی سطحی و هوایی برای هدفگیری و ردیابی اهداف و دادن اطلاعات به سیستم تسلیحاتی تحویل شده‌است که از قابلیت‌های آن. گردش و شناسایی سه بعدی سریع با تکنولوژِی مولتی بیم یا چند تشعشعی (چندین بیم امواج را روی هدف‌های مختلف می‌گیرد) می‌تواند اهداف مختلفی را در ارتفاعات مختلف تا ۶۵۰۰۰هزار پایی رهگیری کند.
ECCM یا اقدامات متقابل ضد الکترونیکی (ضد ضد الکترونیک) که شامل آنتن خیلی کوچک با لبه پهن که دو فرکانس و کد گزاری هوشمنددارد. با سرعتی معادل ۳۰ دور در دقیقه می‌چرخد که برای نظارت و مراقبت هوایی تا ۶۰ دور افزایش میابد.

## اقدامات متقابل الکترونیکی
CS-3701 رادار مراقبت تاکتیکی TRSS از شرکت سازنده لوازم و سیستم‌های شناسایی ومراقبت EDO امکان سنجشن الکترونیکی را ارائه می‌دهد و همچنین مجهز به رسیو شناسایی و هشدار رادار دشمن است.
همچنین MASS می‌تواند به صورت زمانبندی شده ۳۲ عدد کره بازتاب دهنده که قابلیت بازتاب امواج و گیج کردن رادار موشکهای ضد کشتی را دارند پرتاب کند. سیستمMASS امکان انجام اقدامات متقابل علیه پوشش راداری. مادون قرمز. سیستم‌های الکترواوپتیک. لیزر و امواج ماواری بنفش را دارد.

## پیشرانش
رزمناو Visby برای پیشرانش از دو سیستم توربینی و دیزلی بهره می‌برد. چهار موتور توربین گازی TF50 ساخت هانی ول و دو موتور MTU 16V 2000 N90 دیزلی به دو جعبه دنده که پیشبرنده‌های Kamewa جت آبی به آن متصلند امکان رسیدن به سرعتهای ۱۵ نات برای مسافتهای طولانی و ۳۵ نات برای مسافتهای کوتاه را می‌دهد. همچنین رادر یا بالچه تغییر دهنده جهت این کشتی می‌تواند برای مانور پهلوگیری به لنگرگاه تولید پیشرانس غوصی کند.